# Happy!
Happy! (ハッピー!?) è un manga a tema sportivo di Naoki Urasawa, pubblicato tra il 1993 e il 1999 sulla rivista Big Comic Spirits di Shōgakukan e raccolto il 23 volumi tankōbon. Nel 2004 è stato pubblicato anche in un'edizione kanzenban di 15 volumi. In Italia il manga è stato pubblicato da Panini Comics (Planet Manga), che ne ha curato un'edizione basata sulla kanzenban giapponese. Dal manga è stato tratto un dorama live action in due parti andato in onda nel 2006.

## Trama
Miyuki Umino è una liceale che deve occuparsi dei tre fratellini più piccoli in seguito alla morte dei loro genitori. Il fratello maggiore è un tontolone che si getta in affari sconsiderati nella speranza di diventare ricco e risolvere le difficoltà economiche della famiglia. Finisce invece per accumulare un ingente debito di 250 milioni di yen con la yakuza. I suoi usurai propongono di impiegare Miyuki in una soapland per ripagare il debito, ma la ragazza decide invece di diventare una campionessa di tennis, sport insegnatole dal padre. Un suo amico d'infanzia anch'egli tennista, Keiichiro Ohtori, vorrebbe aiutarla ma è osteggiato da sua madre, ostile a Miyuki perché il padre di lei non ricambiava l'amore della donna. In seguito cambierà idea e deciderà di servirsi delle abilità di Miyuki come tennista per poter ostacolare la carriera di Choko Ryugasaki, figlia della sua rivale. Nonostante i debiti e gli impegni, le angherie di Choko e le minacce del presidente Wanibuchi della yakuza, Miyuki intraprende dunque la strada per diventare un'atleta affermata, che la porterà a partecipare ai più importanti tornei e ad affrontare la regina del tennis mondiale: Sabrina Nikolic.

## Personaggi
Miyuki Umino
L'eroina della storia, Miyuki è un prodigio del tennis. Ha un cuore puro ed è devota alla sua famiglia più di ogni altra cosa, ma la sua disperazione e gli schemi delle persone intorno a lei, le daranno velocemente la terribile reputazione di "cattiva ragazza del tennis".
Ieyasu Umino
Il fratello di Miyuki sparisce all'inizio del manga, ma i suoi affari sconsiderati costituiscono quell'ingente debito che Miyuki deve saldare. Si sente colpevole della morte dei suoi genitori e cerca di diventare ricco velocemente per tentare di uscire dalla povertà che ha inflitto ai suoi fratelli.
Junji Sakurada
L'usuraio della Yakuza che pedina Miyuki. Si innamorerà di Miyuki e si prodigherà per aiutarla, anche al costo di andare contro la propria organizzazione.
Kaku Okiku
Una giovane promessa del tennis, prima avversaria di Miyuki. Diventa un grande difensore del prodigio, dopo aver perso contro di lei. Kaku è lesbica, innamorata di Miyuki per la quale nutre una grande stima.
Keiichiro Ohtori
Il figlio di una delle gentildonne del tennis Giapponese, ha frequentato la scuola con Miyuki. A lui Miyuki chiede aiuto per intraprendere la carriera sportiva. Keiichiro è completamente sotto il controllo della madre e questo limiterà l'aiuto che potrà dare alla protagonista. È un buon giocatore di tennis ma la madre sostiene che lui non possieda il potenziale adatto per essere il migliore, così gli proibisce di perseguire una carriera professionale nel tennis.
Utako Ohtori
Madre di Keiichiro, ex campionessa nazionale di tennis. È ricca, vanitosa, insensibile e vendicativa, odia Miyuki per essere la figlia dell'uomo che non l'ha voluta. Accetta comunque di sponsorizzarla e allenarla per mettere in imbarazzo la famiglia rivale, Ryugasaki. La cattiva reputazione di Miyuki nasce da una tecnica sleale insegnatale da Utako al fine di umiliare l'avversario.
Choko Ryugasaki
Figlia di Hanae Ryugasaki, rivale di Utako, Choko è anche una rivale senza scrupoli di Miyuki che si diletta a sabotarla con scherzi crudeli e pettegolezzi. Si comporta come una vittima della malvagità di Miyuki.

## Cast del live action

### Primo special
- Saki Aibu - Miyuki Umino
- Hiroyuki Miyasako - Junji Sakurada
- Junnosuke Taguchi - Keiichiro Ohtori
- Mao Kobayashi - Choko Ryugasaki
- Nagisa Katahira - Utako Ohori
- Eriko Watanabe - Hanae Ryuugasaki
- Jun Natsukawa - Kikuko Kaku
- Yoshiyuki Morishita - Momotaro Yamaguchi
- Baku Numata - Katsuragi
- Ryōsei Tayama - Coach Futa
- Mansaku Fuwa - Coach Shibazaki
- Yoshiyoshi Arakawa - Umino Ieyasu
- Shō Aikawa - Wanibuchi Kyohei
- Tsurube Shoufukutei
- Yoji Tanaka
- Marija Šarapova - herself cameo

### Secondo special
- Saki Aibu - Umino Miyuki
- Hiroyuki Miyasako - Sakurada Junji
- Junnosuke Taguchi - Ohtori Keiichiro
- Mao Kobayashi - Choko Ryugasaki
- Nagisa Katahira - Utako Ohtori
- Jun Natsukawa - Kaku Kikuko
- Baku Numata - Katsuragi
- Yoshiyuki Morishita - Yamaguchi Momotaro
- Yoshiyoshi Arakawa - Umino Ieyasu
- Shō Aikawa - Wanibuchi Kyohei
- Tsurube Shoufukutei
- Yoji Tanaka
- Keisuke Katō